# Seguapallene insignatus
Seguapallene insignatus là một loài nhện biển trong họ Callipallenidae. Loài này thuộc chi Seguapallene. Seguapallene insignatus được miêu tả khoa học năm 1975 bởi Pushkin.